# Aubeterre-sur-Dronne

Aubeterre-sur-Dronne este o comună în departamentul Charente, Franța. În 1 ianuarie 2022 avea o populație de 318 de locuitori.